# Beukenpedaalmot
De beukenpedaalmot (Argyresthia semitestacella) is een vlinder uit de familie van de pedaalmotten (Argyresthiidae). De spanwijdte van de vlinder bedraagt 11 tot 14 millimeter. Het vlindertje komt verspreid over Europa voor. De soort overwintert als rups.

## Waardplanten
De waardplant van de beukenpedaalmot is beuk.

## Voorkomen in Nederland en België
De beukenpedaalmot is in Nederland een zeer zeldzame en in België een zeldzame soort, die vroeger vaker werd gezien. In België vooral nog bekend van de provincie Antwerpen. In Nederland vooral in het noordoostelijk deel van het land. De soort vliegt van juli tot in oktober.